# Няря
Няря — река в России, протекает по Пудожскому району Карелии. Устье реки находится в 6 км от устья реки Икши по левому берегу. Длина реки — 12 км.
Высота истока (Нярозеро) — 188,4 м над уровнем моря.

## Данные водного реестра
По данным государственного водного реестра России относится к Баренцево-Беломорскому бассейновому округу, водохозяйственный участок реки — бассейн озера Выгозеро до Выгозерского гидроузла, без реки Сегежа до Сегозерского гидроузла. Речной бассейн реки — бассейны рек Кольского полуострова и Карелии, впадает в Белое море.